# Теорема Мора — Маскерони
Теорема Мора — Маскерони — классическая теорема о геометрических построениях.

## Формулировка
Любое построение конфигурации точек, которое возможно провести с помощью циркуля и линейки, можно провести с помощью одного циркуля.

### Замечания
Теорема сводит построения циркулем и линейкой к построениям одним циркулем.
Заметим, что с помощью циркуля невозможно построить прямую, которую можно построить с помощью линейки, однако возможно провести одним только циркулем такие построения точек, для которых могла бы потребоваться линейка.
Теорема сводится к следующим двум утверждениям:
1. По данным точкам A, B, C, D найти точку пересечения прямых AB и CD.
2. По данной окружности S и двум точкам A и B найти точки пересечения прямой AB с окружностью S. Центр окружности считается заданным.

## История
Результат был опубликован Георгом Мором в 1672 году, но доказательство было забыто до 1928.
Теорема была независимо передоказана Лоренцо Маскерони в 1797.